# Filippinhängpapegoja
Filippinhängpapegoja (Loriculus philippensis) är en fågel i familjen östpapegojor inom ordningen papegojfåglar.

## Utseende och läte
Filippinhängpapegojan är en mycket liten papegoja. Fjäderdräkten är övervägande grön, med rött på panna och övergump, orange näbb, orange ben och en liten orange fläck på huvudets backsida. Honan har varierande mängd orange eller rött på hjässan och dessutom en stor orange fläck på bröstet, medan honan har blåaktigt ansikte. Näbben har vidare karakteristiskt lång och spetsig övre näbbhalva. Bland lätena hörs en pulserande serie med tre eller fler toner: "tsik-tsik-tsik!".

## Utbredning och systematik
Filippinhängpapegojan förekommer på Filippinerna och delas in i nio underarter med följande utbredning:
- Loriculus philippensis philippensis  – Banton, Catanduanes, Luzon, Polillo, Marinduque
- Loriculus philippensis mindorensis – Mindoro
- Loriculus philippensis bournsi – Sibuyan
- Loriculus philippensis regulus – Guimaras, Masbate, Negros, Panay, Tablas, Ticao och Romblon
- Loriculus philippensis chrysonotus – förekom tidigare på Cebu (Filippinerna), numera utdöd
- Loriculus philippensis worcesteri – Bohol, Leyte och Samar
- Loriculus philippensis siquijorensis – förekom tidigare på Siquijor, förmodligen utdöd
- Loriculus philippensis apicalis – Mindanao, Basol och Dinagat
- Loriculus philippensis dohertyi – Basilan

Vissa inkluderar camiguinhängpapegojan och suluhängpapegojan som underarter.

## Status
IUCN kategoriserar arten som livskraftig, men inkluderar camiguinhängpapegojan i bedömningen.

## Bilder

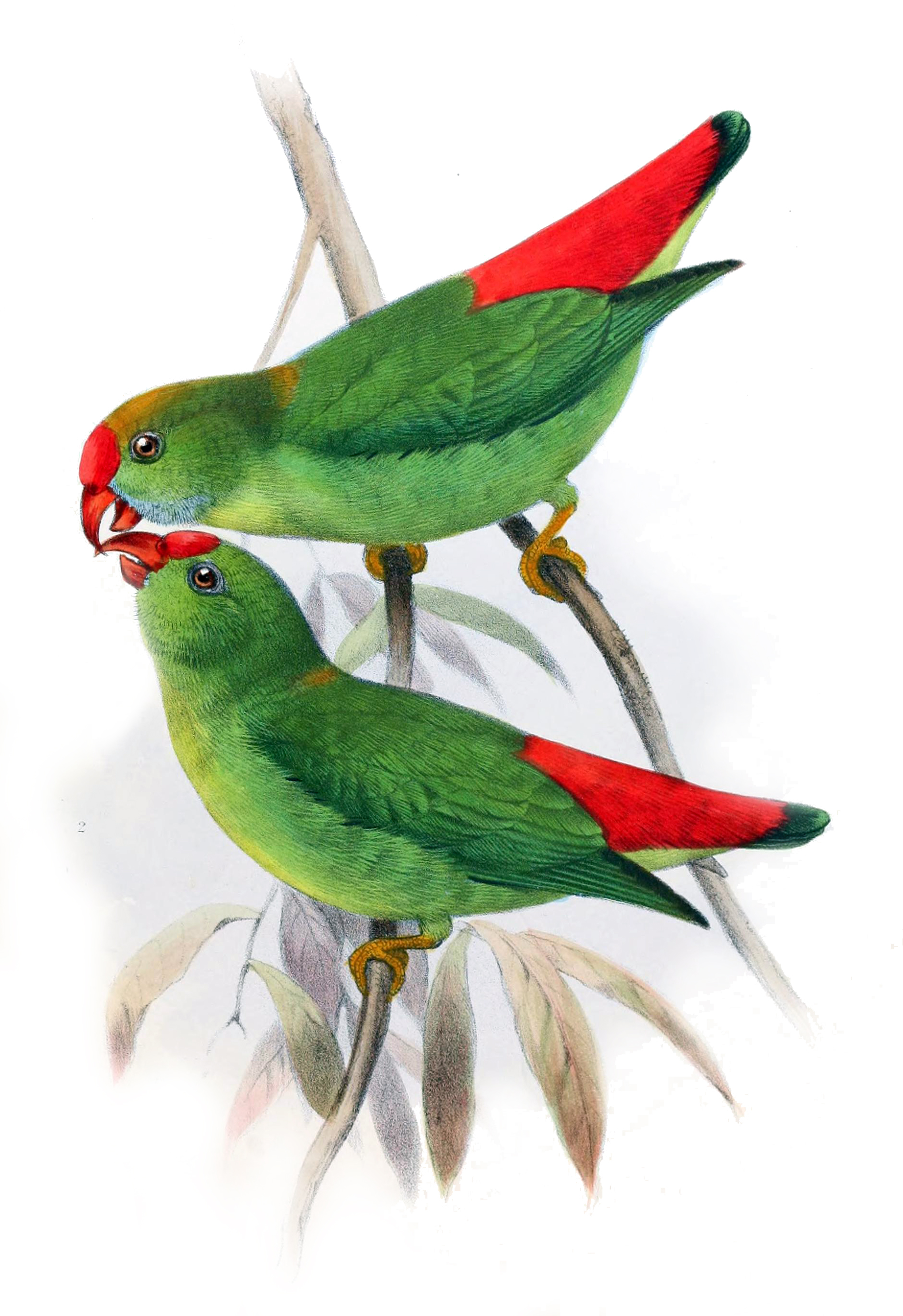
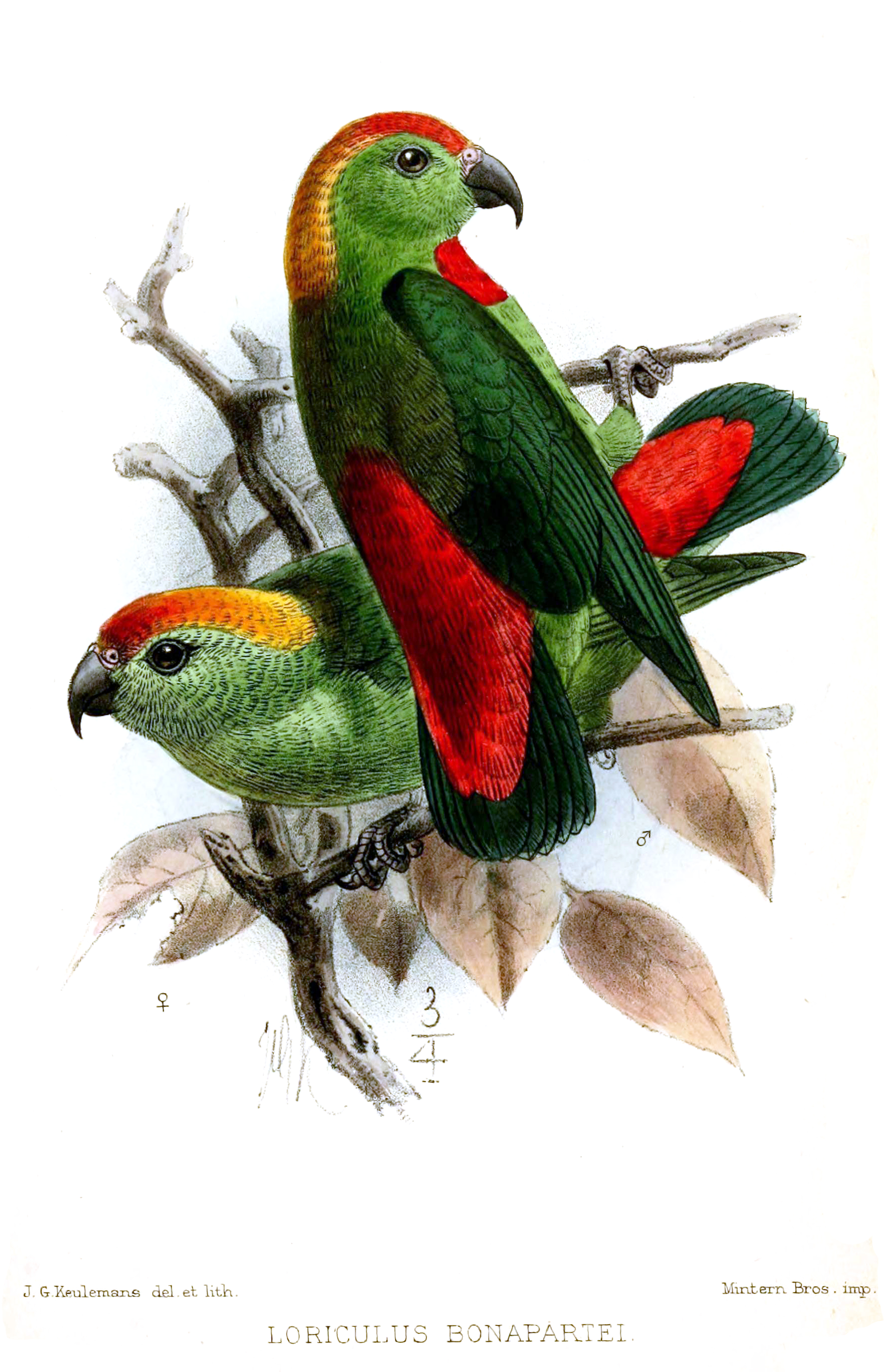
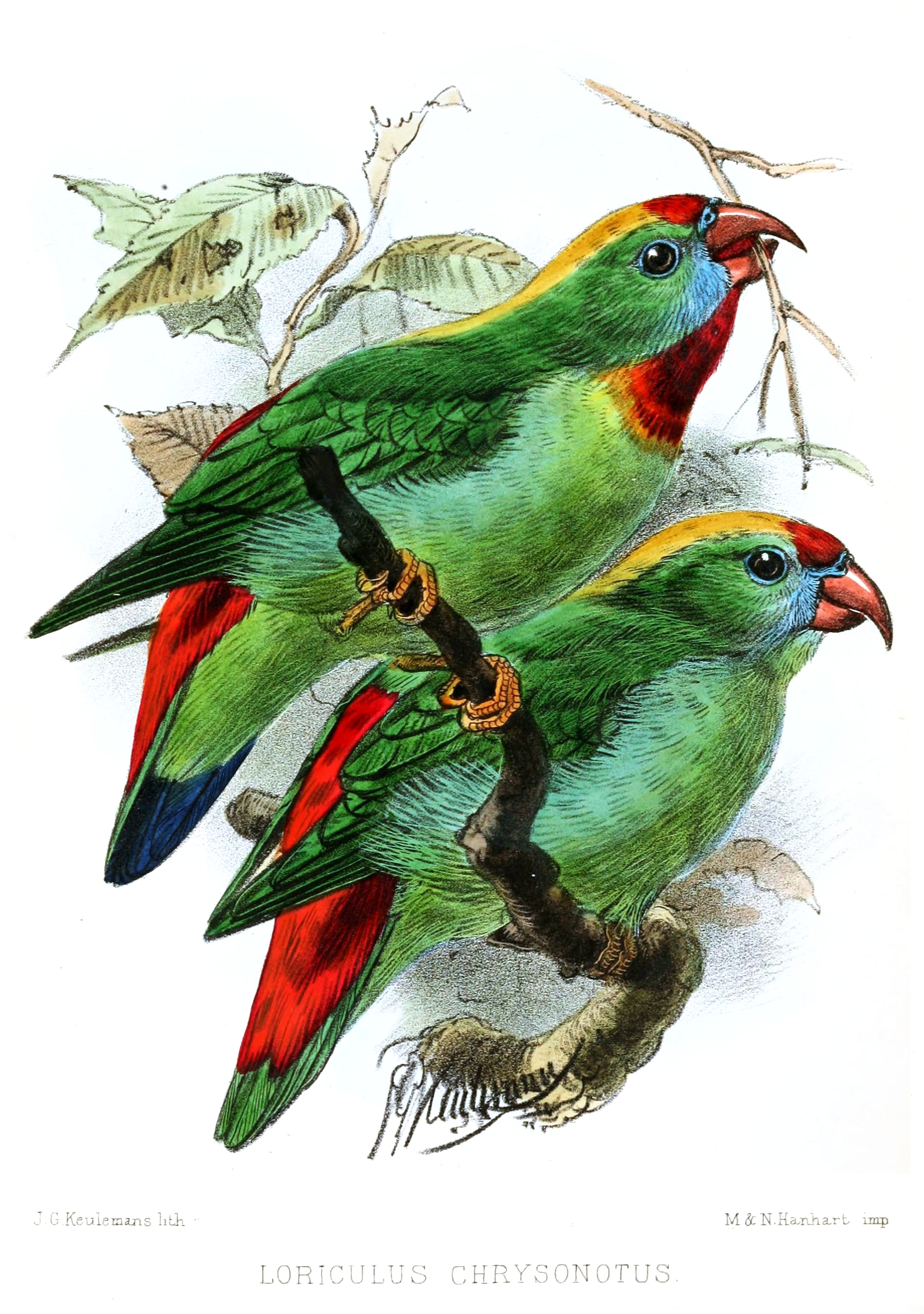
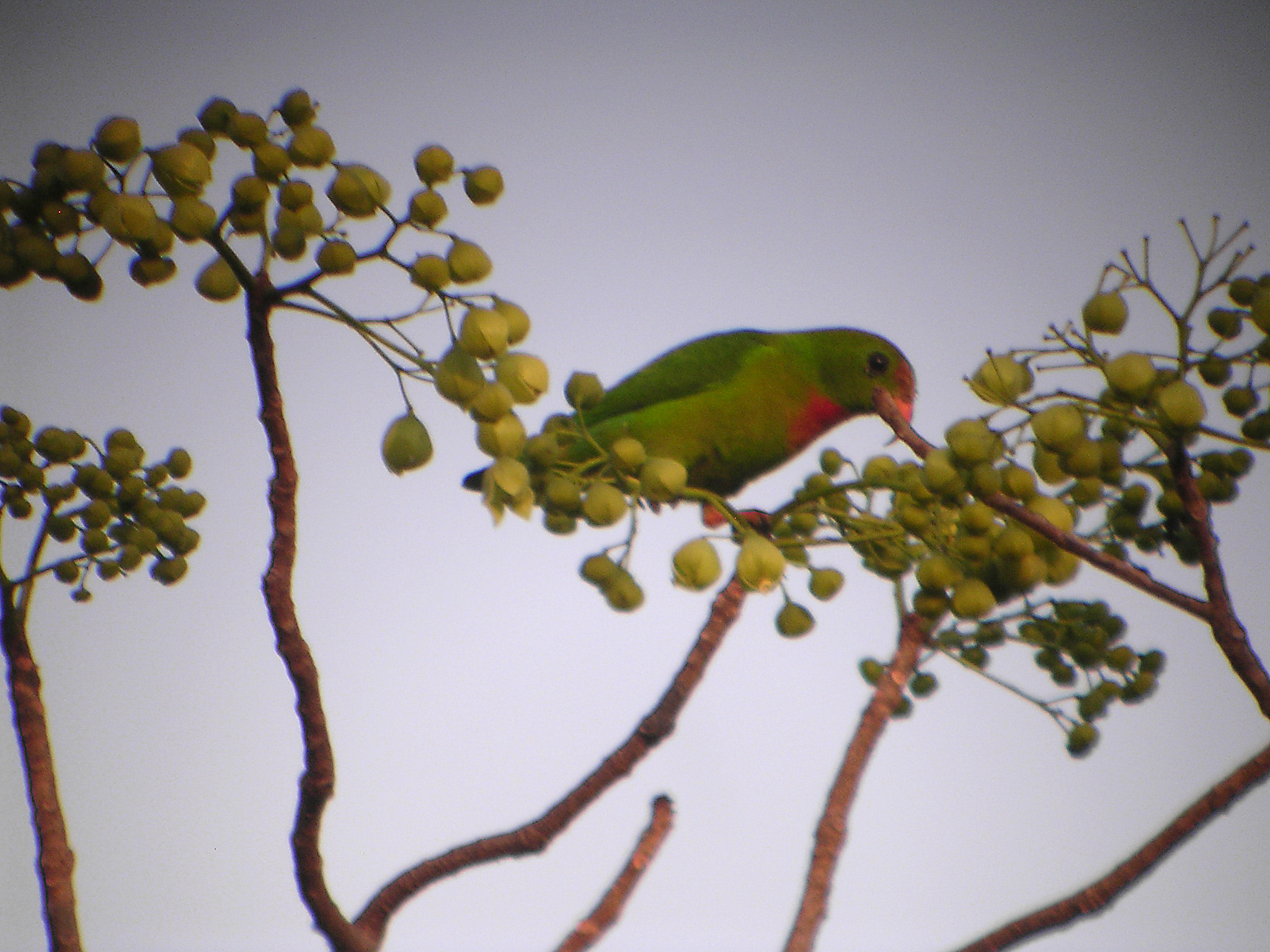